# Зелёный Яр (Ивано-Франковская область)
Зелёный Яр (укр. Зелений Яр) — село в Новицкой сельской общине Калушского района Ивано-Франковской области Украины.
Выделено из состава села Новица в 1991 году.
Население по переписи 2001 года составляло 176 человек. Занимает площадь 8,77 км². Почтовый индекс — 77360. Телефонный код — 03472.